# チャン・ドンジク
チャン・ドンジク（장 동직、張 東直、1966年9月15日 - ）は、韓国の俳優。
1995年のアクション映画『ラン・アウェイ』に出演して本格的な演技活動を始め、映画監督キム・ギドクの初期の作品2作に出演。2001年までに『アウトライブ -飛天舞-』『狂詩曲』などの映画に出演した。2002年からは主にテレビドラマに出演するようになり、2005年から2006年に放送された『その女』や2010年の『鉄の王 キム・スロ』などを始めとして、ほぼ毎年連続ドラマに出演している。
成均館大学校卒業。身長182cm、体重75kg。

## 略歴
1991年にファッションモデルとして芸能界に入り、1995年末に公開されたイ・ビョンホン主演のアクション映画『ラン・アウェイ』に刑事役で出演して映画界で本格的な演技活動を始める。
その後1997年と1998年にキム・ギドクの初期の2作品『ワイルド・アニマル』と『悪い女』に出演した。『ワイルド・アニマル』はフランスのパリを舞台にした朝鮮半島出身の男2人とパリの犯罪組織とのかかわりを描く映画で、チャン・ドンジクはチョ・ジェヒョンと共に主人公を演じた。
1998年から1999年にかけて恋愛喜劇『トヨイル・オフ・トゥシ (土曜日午後2時)』や、ミステリー『ピョジョル (剽窃)』といった映画作品に出演した後、2000年7月に公開されたシン・ヒョンジュン主演の『アウトライブ -飛天舞-』ではライ役を演じた。
2001年のアクション映画『狂詩曲』ではパク・イェジン、キム・ユソクと共演している。
2002年からは主にテレビの連続ドラマに出演するようになり、2005年から2006年にかけてSBSで放送された『その女』ではシム・ヘジン演じるヒロインを裏切る夫の大学教授役を演じた。
ほかに2004年11月から1年間にわたってKBSで週日夜に放送されたシットコム『オールドミス・ダイアリー』や、2006年放送の連続ドラマ『イヴの反乱』、2007年の『愛するのに良い日』などに出演するいっぽう、2010年放送の『鉄の王 キム・スロ』や2012年の『大王の夢』などの歴史劇にも出演している。

## 主な出演作品

### 映画
- ラン・アウェイ - 런 어웨이 (1995年) オ刑事役 [5][6]
- クィチョンド - 歸天圖 (귀천도) (1996年) 主演 カンジョ役
- ワイルド・アニマル - 야생동물보호구역 (1997年) 主演 ホンサン役
- 悪い女 - 파란대문 (1998年) トンフィ役
- トヨイル・オフ・トゥシ - 토요일 오후 2시 (1998年) サング役
- ピョジョル - 표절 (1999年) 主演 ユジン役
- アウトライブ -飛天舞- - 비천무 (2000年) ライ役
- 狂詩曲 - 광시곡 (2001年) 主演 カン・ミンシク役

### テレビドラマ
- カルチェ - 갈채 (1995年、KBS) [5][6]
- オルムコッ - 얼음꽃 (2002年 - 2003年、SBS) 主演 チン・テソク役
- 野人時代 - 야인시대 (2002年 - 2003年、SBS) ユ・テグォン役
- アイリス-IRIS
- 韓国特殊部隊 アルゴン - 아르곤 (2003年、MBC) 主演 シン・ドヨプ役
- オールドミス・ダイアリー - 올드미스 다이어리 (2004年 - 2005年、KBS) 主演 チャン・ドンジク役
- バラ色の人生 - 장밋빛 인생 (2005年、KBS) イ・ジョンド役
- その女 - 그 여자 (2005年 - 2006年、SBS) 主演 チョン・ジェミン役
- イヴの反乱 - 발칙한 여자들 (2006年、MBC) 主演 ヤン・ジファン役
- 愛するのに良い日 - 사랑하기 좋은날 (2007年、SBS) ハン・ソンジェ役
- 千秋太后 - 천추태후 (2009年、KBS) 耶律隆緒役
- 鉄の王 キム・スロ - 김수로 (2010年、MBC) トゥクソン / ユ・チョン役
- ポセイドン - 포세이돈 (2011年、KBS) カン・ジュミン役
- 大王の夢 - 대왕의 꿈 (2012年 - 2013年、KBS) ピヒョン(鼻荊)役